# Petra Unterholzner
Petra Unterholzner (9 ottobre 1999) è una sciatrice alpina italiana.

## Biografia
Slalomista pura originaria di Ultimo e attiva dal novembre del 2015, la Unterholzner ha esordito in Coppa Europa il 17 febbraio 2018 a Bad Wiessee (32ª); non ha debuttato in Coppa del Mondo  né partecipato a rassegne olimpiche o iridate.

## Palmarès

### Coppa Europa
- Miglior piazzamento in classifica generale: 95ª nel 2020

### Campionati italiani
- 1 medaglia:
  - 1 oro (slalom speciale nel 2022)